# 大政賢
大政賢（대정현，在位时间：928年？－976年？）、是自称后渤海之王。傳說中的人物，现被今人据传说改编成古装电影，为渤海国之王大諲譔与后妻吴氏之子，自小因被卷入宫廷斗争，被赶出王宫，在外漂泊十四年后重新成为后渤海国（扶馀）之王。

## 演员
- 李瑞鎮（無影劍（朝鲜语：무영검））